# لوبیپروستون
لوبیپروستون (به انگلیسی: Lubiprostone)
رده درمانی: ملین
اشکال دارویی: کپسول

## موارد مصرف
لوبیپروستون در درمان یبوست مزمن ، سندرم روده تحریک پذیر و یبوست ناشی از مخدرها به کار می رود.

## مکانیسم اثر
لوبیپروستون اسید چربی است که از پروستاگلاندین E1 مشتق شده است و با فعال نمودن کانالهای کلری ClC-2 در سلولهای اپیتلیوم روده با افزایش ترشحات حاوی کلر به داخل روده یبوست را تخفیف میدهد.